# Puerula acuminata
Puerula acuminata är en insektsart som först beskrevs av Brunner von Wattenwyl 1878.  Puerula acuminata ingår i släktet Puerula och familjen vårtbitare. Inga underarter finns listade i Catalogue of Life.